# Mátyás Szigetvári
Mátyás Szigetvári (ur. 1965) – węgierski kierowca wyścigowy.

## Biografia
Karierę sportową rozpoczął w kartingu w wieku 13 lat. W latach 1984–1985 zajął trzecie miejsce w mistrzostwach Węgier w klasie C2/125. W 1986 roku zadebiutował MTX w Węgierskiej Formule Easter. Został wówczas wicemistrzem, ulegając jedynie László Kálmándyemu Papowi. W 1986 roku zadebiutował również w Pucharze Pokoju i Przyjaźni. W 1988 roku rozpoczął ściganie się Reynardem z dwulitrowym silnikiem. Został wówczas mistrzem „absolutnym” oraz w kategorii E. Rok później został mistrzem dywizji 3, zajął również drugie miejsce w kategorii E, a także trzecie w kategorii A i „absolutnej”. W 1991 roku ponownie wygrał dywizję 3.
W sezonie 1992 został mistrzem nowo powstałej Formuły 2000, a rok później zdobył wicemistrzostwo. Ponadto w latach 1993–1994 startował Fordem Sierrą RS Cosworthem w lokalnych rajdach węgierskich. W latach 1994–1995 ponownie został mistrzem Formuły 2000. Po zdobyciu tytułów wicemistrzowskich w latach 1996–1997, w sezonie 1998 zdobył trzeci tytuł Formuły 2000.
Po 1998 roku zakończył karierę, zdobywając ogółem jedenaście tytułów mistrza Węgier. Następnie założył zespół wyścigowy Szigetvári Racing Team.

## Wyniki
| Legenda oznaczeń w tabelach wyników Wyświetl szablon na nowej stronie | Legenda oznaczeń w tabelach wyników Wyświetl szablon na nowej stronie                                                                     |
| Oznaczenie                                                            | Wyjaśnienie |
| --------------------------------------------------------------------- | --- |
| Złoty                                                                 | Zwycięzca lub mistrzostwo |
| Srebrny                                                               | 2. miejsce lub wicemistrzostwo |
| Brązowy                                                               | 3. miejsce lub II wicemistrzostwo |
| Zielony                                                               | Ukończył, punktował (w klasyfikacji generalnej, gdy zdobył co najmniej jeden punkt na przestrzeni sezonu, poza trzema powyższymi opcjami) |
| Niebieski                                                             | Ukończył, nie punktował (w klasyfikacji generalnej, gdy nie zdobył co najmniej jednego punktu na przestrzeni sezonu)                      |
| Czerwony                                                              | Nie zakwalifikował się (NZ) |
| Czerwony                                                              | Nie prekwalifikował się (NPK) |
| Różowy                                                                | Nie ukończył (NU) |
| Różowy                                                                | Niesklasyfikowany (NS) (w klasyfikacji generalnej, gdy nie został sklasyfikowany w żadnym wyścigu sezonu)                                 |
| Czarny                                                                | Zdyskwalifikowany (DK) |
| Czarny                                                                | Wykluczony (WYK/EX) |
| Biały                                                                 | Nie wystartował (NW) |
| Biały                                                                 | Kontuzjowany (K/INJ) |
| Biały                                                                 | Wyścig odwołany (OD/C) |
| Bez koloru                                                            | Został wycofany (WYC/WD) |
| Bez koloru                                                            | Nie przybył (NP/DNA) |
| Bez koloru                                                            | Nie brał udziału w treningach (NT/DNP) |
| Bez koloru                                                            | Nie został zgłoszony (–) |
| Pogrubienie                                                           | Start z pole position |
| Kursywa                                                               | Najszybsze okrążenie wyścigu |
| †                                                                     | Nie ukończył, ale jego rezultat został zaliczony ze względu na przejechanie więcej niż 90% dystansu wyścigu.                              |
| *                                                                     | Sezon w trakcie |
| 1/2/3                                                                 | Punktowana pozycja w sprincie kwalifikacyjnym                                                                                             |
| Lista systemów punktacji Formuły 1                                    | |

### Puchar Pokoju i Przyjaźni
| Rok  | Samochód | Silnik | Wyniki w poszczególnych eliminacjach | Wyniki w poszczególnych eliminacjach | Wyniki w poszczególnych eliminacjach | Wyniki w poszczególnych eliminacjach | Wyniki w poszczególnych eliminacjach | Wyniki w poszczególnych eliminacjach | Wyniki w poszczególnych eliminacjach | Pkt. | Msc. |
| ---- | -------- | ------ | ------------------------------------ | ------------------------------------ | ------------------------------------ | ------------------------------------ | ------------------------------------ | ------------------------------------ | ------------------------------------ | ---- | ---- |
| 1986 |          |        | Polska                               | Czechosłowacja                       |                                      |                                      |                                      |                                      |                                      | 59   | 22   |
| 1986 | MTX 1-06 | Łada   | -                                    | -                                    | 12                                   | 19                                   | -                                    | -                                    | -                                    | 59   | 22   |
| 1987 |          |        | Polska                               |                                      |                                      |                                      |                                      |                                      |                                      | 96   | 14   |
| 1987 | MTX 1-06 | Łada   | 12                                   | 14                                   | -                                    | 13                                   |                                      |                                      |                                      | 96   | 14   |

### Węgierska Formuła 2000
| Rok  | Zespół             | Samochód | Silnik | Wyniki w poszczególnych eliminacjach | Wyniki w poszczególnych eliminacjach | Wyniki w poszczególnych eliminacjach | Wyniki w poszczególnych eliminacjach | Wyniki w poszczególnych eliminacjach | Wyniki w poszczególnych eliminacjach | Wyniki w poszczególnych eliminacjach | Wyniki w poszczególnych eliminacjach | Pkt. | Msc. |
| ---- | ------------------ | -------- | ------ | ------------------------------------ | ------------------------------------ | ------------------------------------ | ------------------------------------ | ------------------------------------ | ------------------------------------ | ------------------------------------ | ------------------------------------ | ---- | ---- |
| 1994 |                    |          |        | Węgry                                | Węgry                                | Węgry                                | Węgry                                | Węgry                                | Węgry                                |                                      |                                      | 36   | 1    |
| 1994 | Budapesti Volán    | Reynard  | Ford   | 1                                    | NU                                   | 2                                    | 2                                    | 1                                    | 2                                    |                                      |                                      | 36   | 1    |
| 1995 |                    |          |        | Węgry                                | Węgry                                | Węgry                                | Węgry                                | Węgry                                | Węgry                                | Węgry                                | Węgry                                | 36   | 1    |
| 1995 | Gáspár Racing Team | Reynard  | Ford   | 1                                    | 1                                    | NU                                   | 1                                    | 2                                    | 1                                    | 2                                    | 2                                    | 36   | 1    |
| 1996 |                    |          |        | Węgry                                | Węgry                                | Węgry                                | Węgry                                | Węgry                                | Węgry                                | Węgry                                | Węgry                                | 38   | 2    |
| 1996 | Gáspár Racing Team | Reynard  | Ford   | 2                                    | 4                                    | 3                                    | 2                                    | 1                                    | 4                                    | 2                                    | 3                                    | 38   | 2    |
| 1997 |                    |          |        | Węgry                                | Węgry                                | Węgry                                | Węgry                                | Węgry                                | Węgry                                | Węgry                                | Węgry                                | 29   | 2    |
| 1997 | E.C.S. Motorsport  | Dallara  |        | NU                                   | -                                    | 3                                    | 2                                    | 3                                    | 2                                    | NU                                   | 1                                    | 29   | 2    |
| 1998 |                    |          |        | Węgry                                | Węgry                                | Węgry                                | Węgry                                | Węgry                                | Węgry                                | Węgry                                | Węgry                                | 18   | 1    |
| 1998 | E.C.S. Motorsport  | Dallara  |        | NU                                   | NU                                   | 1                                    | 1                                    | -                                    | -                                    | -                                    | -                                    | 18   | 1    |